# Isoscelipteron tonkinense
Isoscelipteron tonkinense är en insektsart som först beskrevs av Krüger 1922.  Isoscelipteron tonkinense ingår i släktet Isoscelipteron och familjen Berothidae. Inga underarter finns listade i Catalogue of Life.